# Marlene Schmotz
Marlene Schmotz (6 marzo 1994) è un'ex sciatrice alpina tedesca.

## Biografia
Marlene Schmotz, specialista delle prove tecniche originaria di Fischbachau e attiva dal gennaio del 2010, in Coppa Europa ha esordito il 19 dicembre 2011 partecipando allo slalom gigante di Valtournenche, piazzandosi 50ª, e ha conquistato il primo podio arrivando 3ª nello slalom speciale disputato a Courchevel il 18 dicembre 2012. In Coppa del Mondo ha esordito nello slalom speciale di Flachau del 15 gennaio 2013, senza completare la prova, e ha colto i primi punti il 16 novembre successivo ottenendo il 23º posto nello slalom speciale di Levi. Il 16 dicembre 2014 ha conquistato la prima vittoria in Coppa Europa nello slalom speciale di Zinal e nella stessa stagione ha vinto la medaglia d'argento nello slalom speciale e quella di bronzo nella gara a squadre ai Mondiali juniores di Hafjell 2015. 
Il 25 gennaio 2019 ha conquistato a Melchsee-Frutt in slalom speciale la seconda e ultima vittoria in Coppa Europa e ai successivi Mondiali di Åre 2019, sua unica presenza iridata, è stata 19ª nello slalom gigante e non ha completato lo slalom speciale; il 2 marzo dello stesso anno ha ottenuto a Jasná in slalom gigante l'ultimo podio in Coppa Europa (2ª) e sempre nel 2019, il 17 dicembre, ha colto a Courchevel in slalom gigante il miglior piazzamento in Coppa del Mondo (9ª). Ha preso per l'ultima volta il via in Coppa del Mondo il 29 dicembre 2022 a Semmering in slalom speciale, senza completare la prova, e si è ritirata al termine di quella stessa stagione 2022-2023: la sua ultima gara in carriera è stata lo slalom speciale dei Campionati tedeschi 2023, disputato il 2 aprile a Plan e chiuso dalla Schmotz al 16º posto. Non ha preso parte a rassegne olimpiche.

## Palmarès

### Mondiali juniores
- 2 medaglie:
  - 1 argento (slalom speciale a Hafjell 2015)
  - 1 bronzo (gara a squadre a Hafjell 2015)

### Coppa del Mondo
- Miglior piazzamento in classifica generale: 56ª nel 2020

### Coppa Europa
- Miglior piazzamento in classifica generale: 4ª nel 2019
- 9 podi:
  - 2 vittorie
  - 3 secondi posti
  - 4 terzi posti

#### Coppa Europa - vittorie
| Data             | Località       | Paese    | Specialità |
| ---------------- | -------------- | -------- | ---------- |
| 16 dicembre 2014 | Zinal          | Svizzera | SL         |
| 25 gennaio 2019  | Melchsee-Frutt | Svizzera | SL         |

Legenda:

SL = slalom speciale

### Campionati tedeschi
- 8 medaglie:
  - 3 ori (slalom gigante nel 2014; slalom speciale nel 2015; slalom gigante nel 2022)
  - 2 argenti (slalom gigante nel 2019; slalom gigante nel 2021)
  - 3 bronzi (slalom speciale nel 2013; discesa libera nel 2014; discesa libera nel 2015)